# Unidad eléctrica múltiple CSR (Mitre y Sarmiento)
La unidad múltiple eléctrica CSR es un modelo de unidad eléctrica múltiple diseñado para el servicio suburbano de pasajeros en áreas de alta densidad de población.

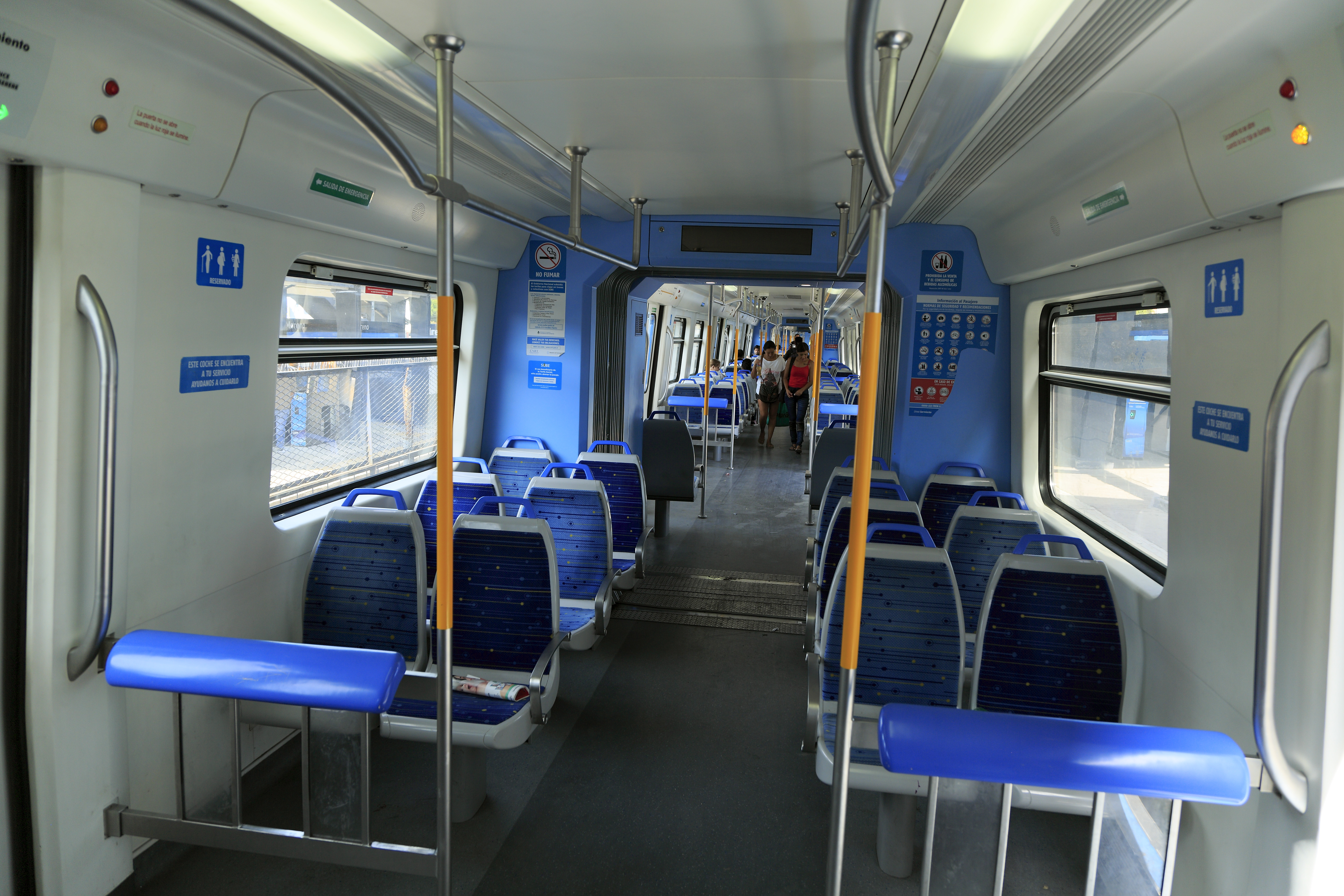
Interior de una formación.

Los trenes fueron adquiridos por el gobierno argentino en 2013, y son utilizados en líneas electrificadas del área metropolitana de Buenos Aires. La construcción se realizó en China y fueron arribando a la Argentina en tandas, desde mediados de 2014. Desde febrero de 2015 todos los trenes están en funcionamiento.

## Adquisición

### Suscripción del contrato
El 9 de enero de 2013 se suscribió el «Contrato para el suministro de EMU, repuestos, herramientas, documentación técnica, servicios técnicos y capacitación técnica entre el Ministerio del Interior y Transporte y CSR Qingdao Sifang Co., Ltd., empresa estatal de la República Popular China.» El contrato fue ratificado por el decreto 9/2013 y apareció en el Boletín Oficial del 11 de enero de 2013.

### Fabricación
Los trenes fueron fabricados por CSR Sifang Co. Ltd., una empresa estatal china ubicada en la ciudad de Qingdao. La planta industrial tiene un espacio cubierto de 1 640 000 m² y cuenta con un circuito de pruebas de 3,7 km de longitud. La empresa fabrica trenes de alta velocidad para los ferrocarriles de China; también exportó coches y locomotoras a Vietnam, Singapur, Tanzania, Albania, Irán, Turkmenistán y Siria.
Los inversores de tracción VVVF (MAP-194-75VD259) y los motores asíncronos AC de esta serie de trenes fueron aportados por la Mitsubishi Electric. 

### Recepción
La primera formación de 9 coches, arribó al puerto de Buenos Aires el 26 de febrero de 2014. Las restantes 24 formaciones para la Línea Sarmiento llegaron, en tandas, durante los tres meses siguientes.
Las formaciones para la Línea Mitre comenzaron a llegar en junio de 2014. El penúltimo embarque arribó el 10 de noviembre de 2014.

## Puesta en funcionamiento

### Línea Sarmiento
El 21 de julio de 2014 comenzaron a operar las primeras 6 formaciones de forma regular, en la línea Sarmiento. El resto se incorporó gradualmente entre agosto de 2014 y noviembre de 2014 hasta totalizar las 25 formaciones de 9 coches.

### Línea Mitre
Las primeras formaciones de la línea Mitre fueron puestas en servicio en el ramal Retiro - Tigre, el 25 de noviembre de 2014. El 9 de febrero de 2015 todos los trenes encargados entraron en funcionamiento.

## Imágenes

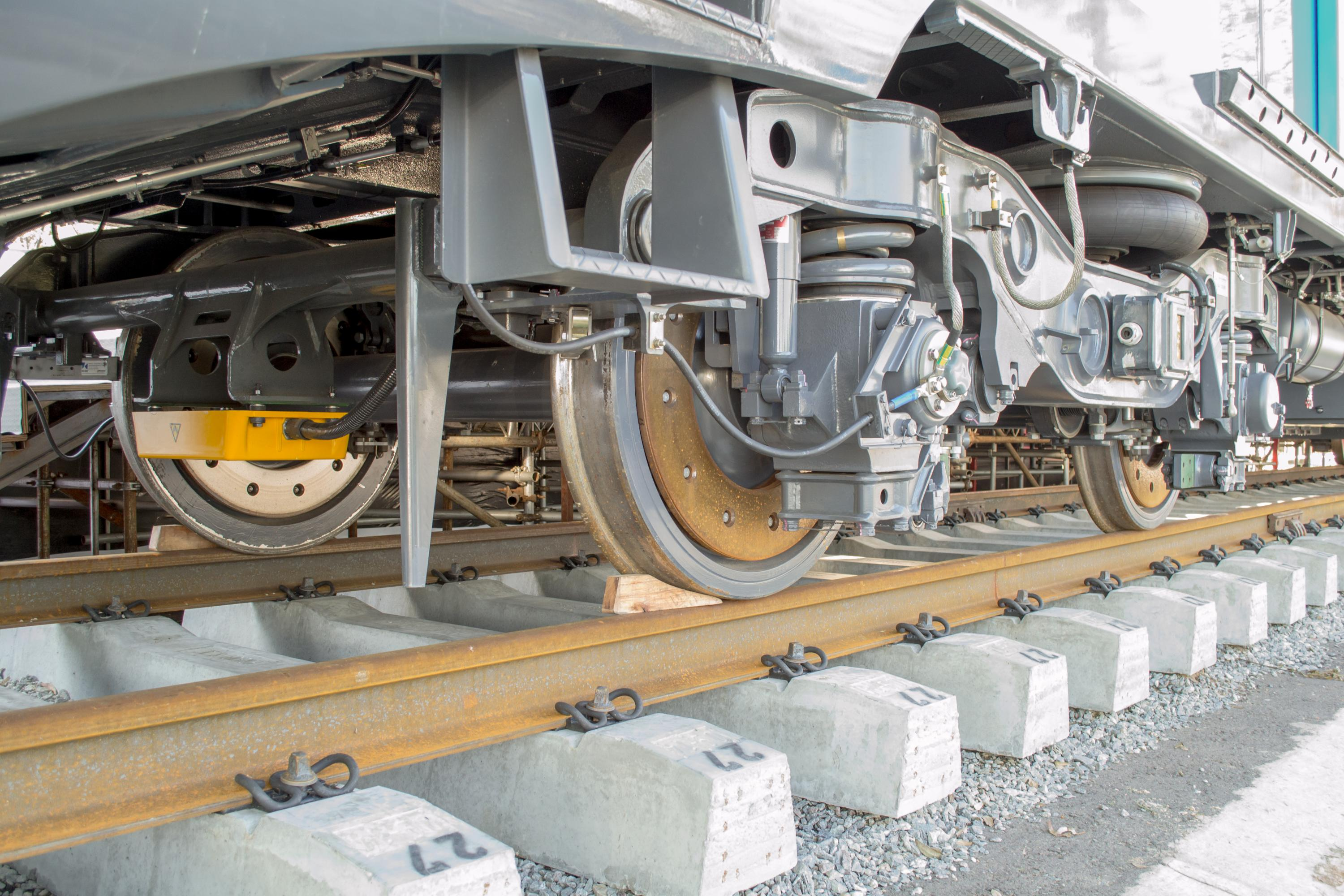
Detalle del boje: Suspensión primaria y secundaria, discos de freno y lector de balizas del ATP.
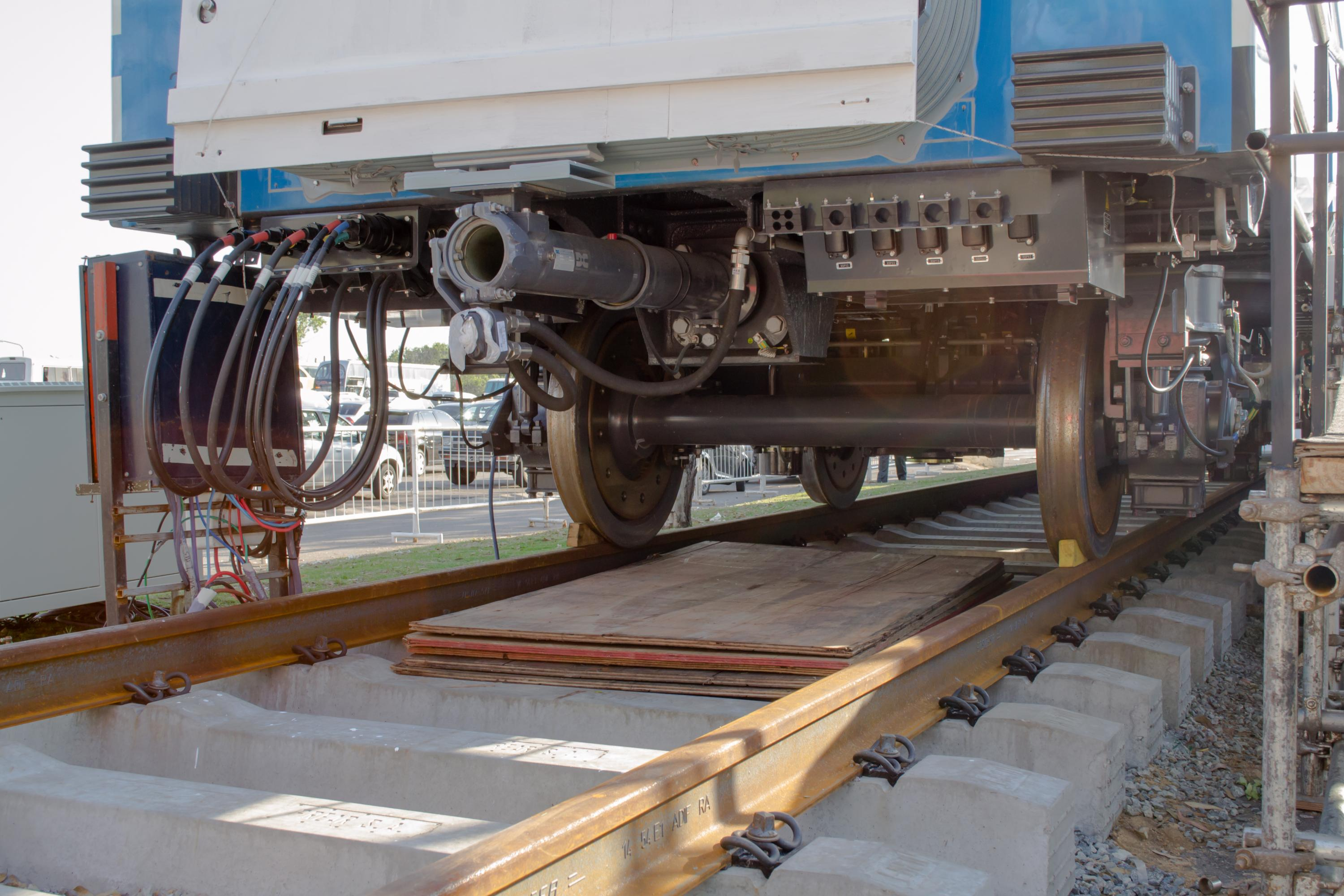
Detalle del acoplamiento semi-permanente del coche cabina.
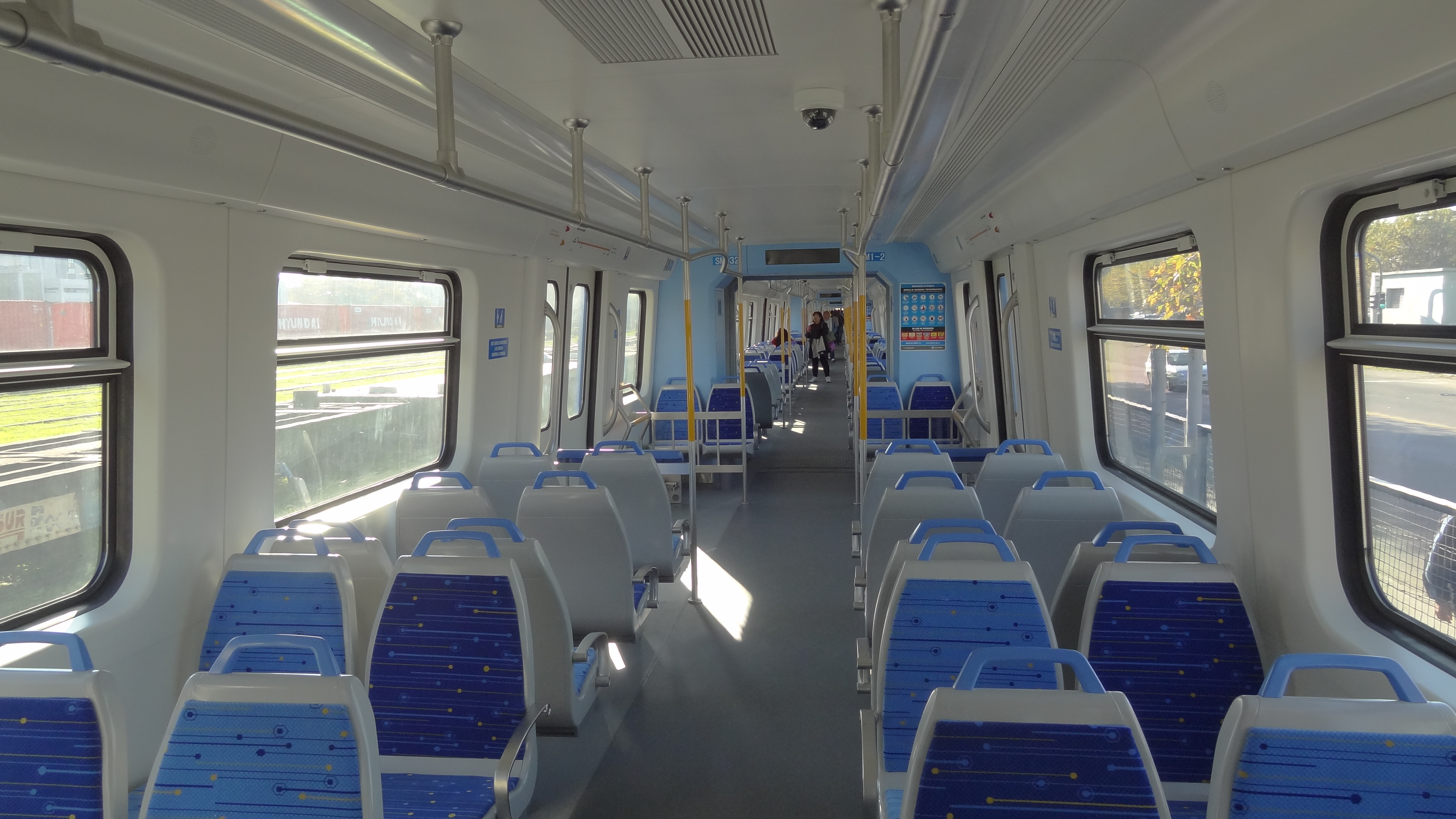
Salón de pasajeros.
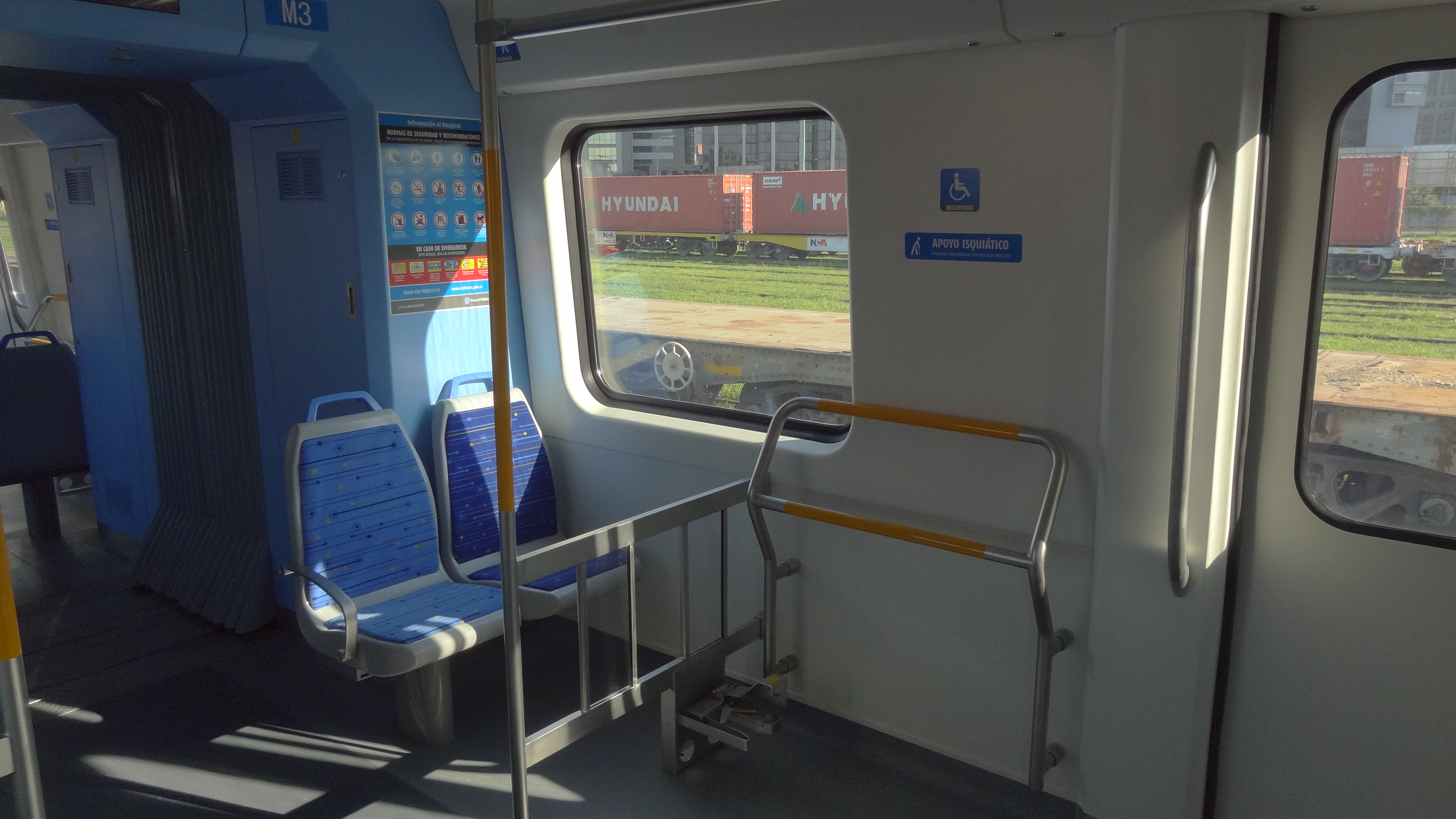
Área de movilidad reducida.
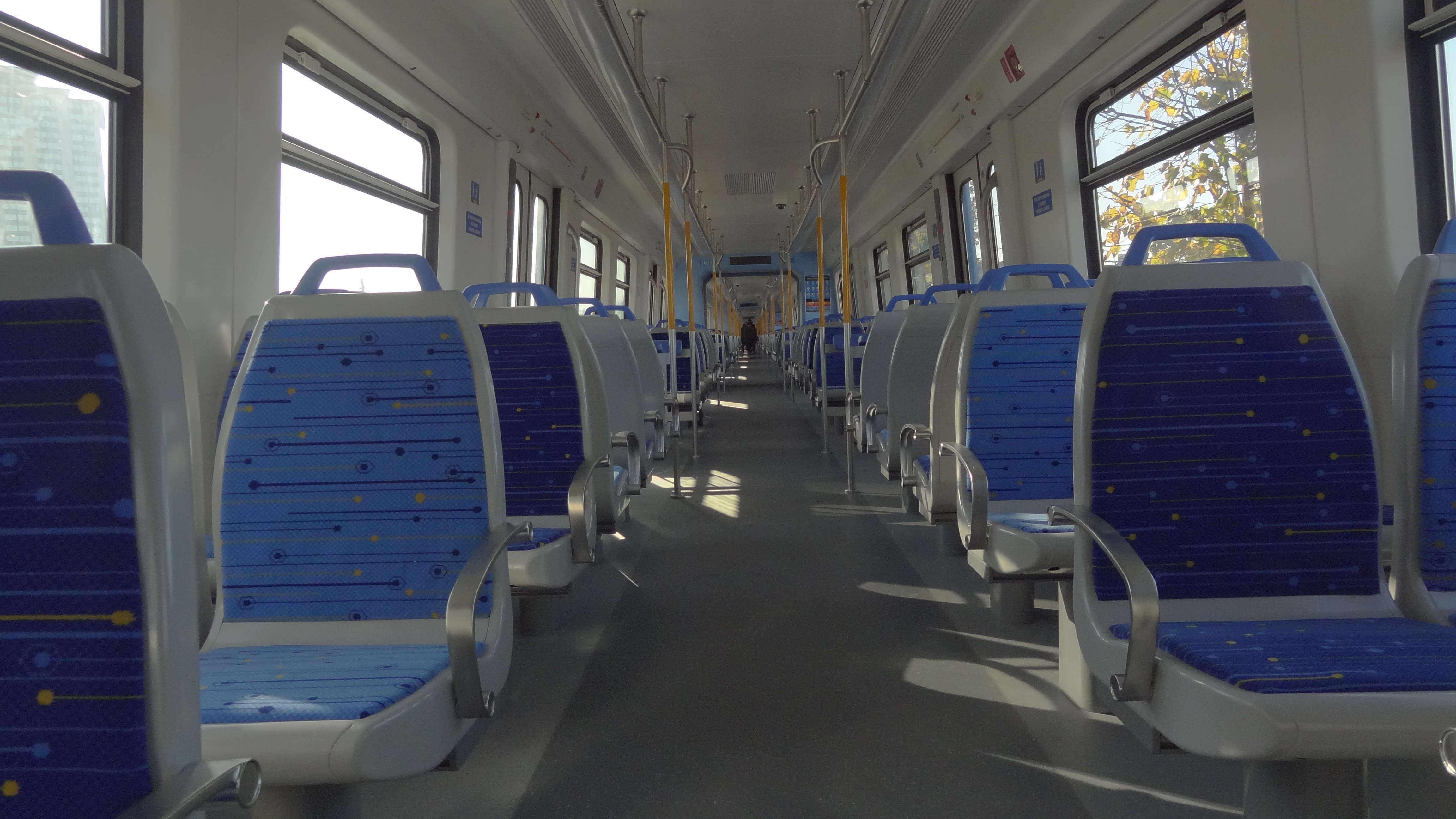
Salón de pasajeros.
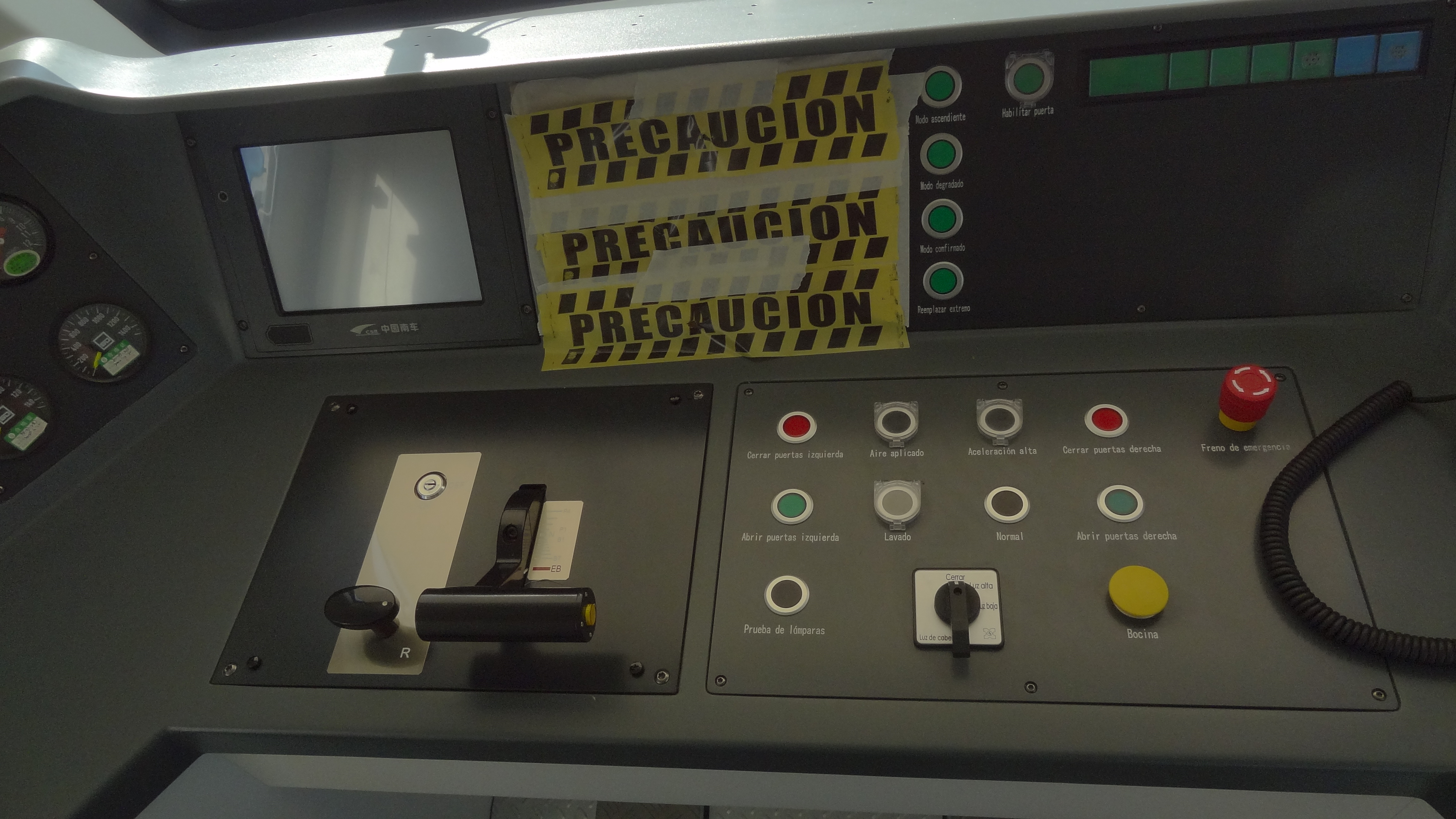
Cabina de conducción.
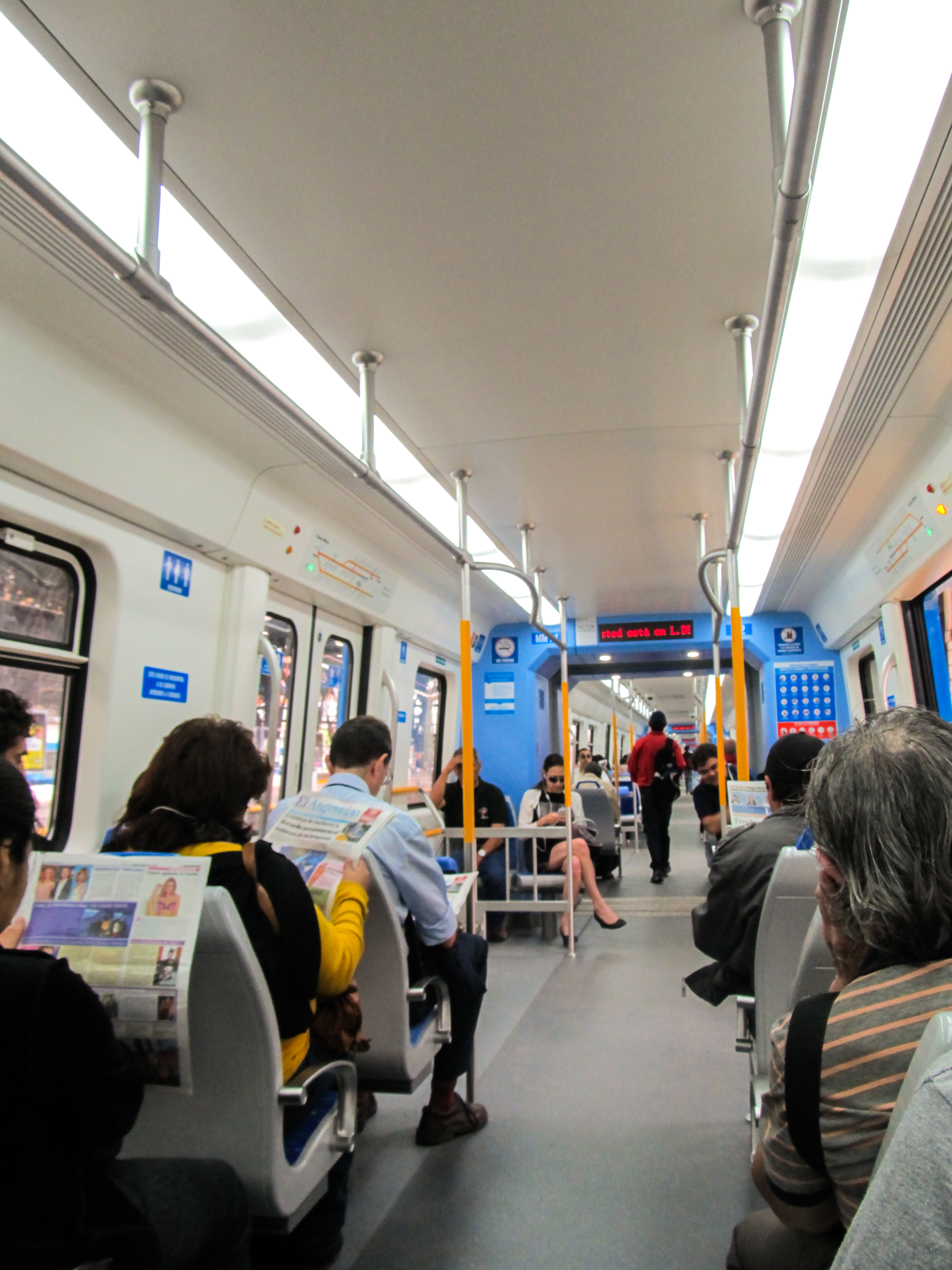
Interior del tren en funcionamiento.
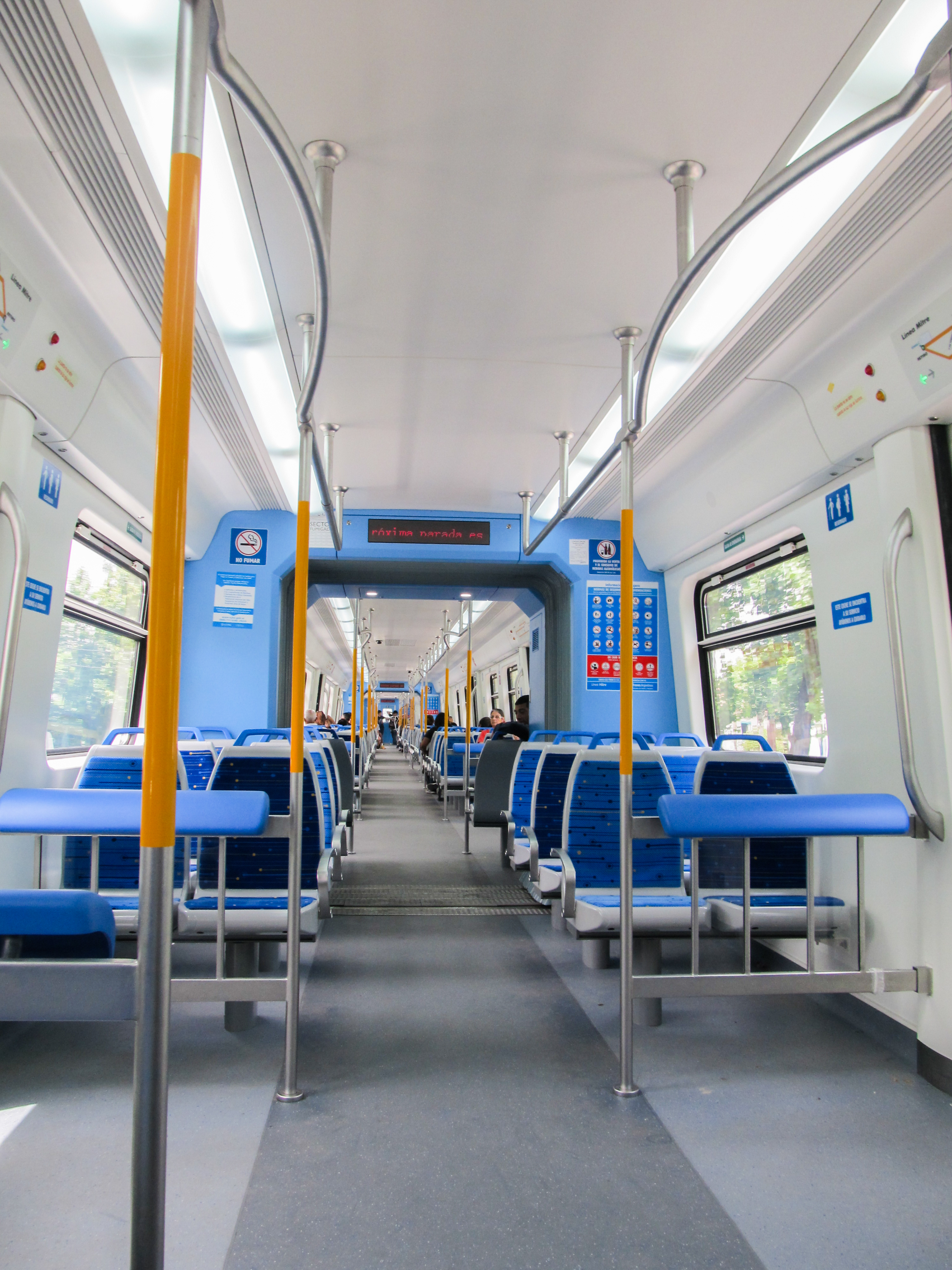
Interior del tren en funcionamiento.